# Declaració de les Nacions Unides sobre els drets dels pobles indígenes
La Declaració de les Nacions Unides sobre els drets dels pobles indígenes va ser una resolució de l'ONU de 46 articles aprovada en l'Assemblea General de l'ONU del 13 de setembre de 2007. Dels Estats membres, 144 van votar a favor, 4 en contra (Austràlia, Canadà, Nova Zelanda i els Estats Units d'Amèrica) i 11 es van abstindre (Azerbaidjan, Bangladesh, Bhutan, Burundi, Colòmbia, Geòrgia, Kenya, Nigèria, Rússia, Samoa i Ucraïna).
Aquesta resolució afirma el gaudi dels Drets Humans dels pobles indígenes, així com una altra sèrie de drets relacionats amb la vigència i protecció de la seva cultura (p. e. l'art. 8) i determinats tipus de drets a la determinació, l'autogovern, etc (p. e. els articles 3, el 4, etc.).